# Ejido la Ventana
Ejido la Ventana är en ort i Mexiko.   Den ligger i kommunen Elota och delstaten Sinaloa, i den centrala delen av landet, 900 km nordväst om huvudstaden Mexico City. Ejido la Ventana ligger 50 meter över havet och antalet invånare är 271.
Terrängen runt Ejido la Ventana är platt åt sydväst, men åt nordost är den kuperad. Runt Ejido la Ventana är det mycket glesbefolkat, med 4 invånare per kvadratkilometer. Närmaste större samhälle är La Cruz, 11,3 km söder om Ejido la Ventana. Omgivningarna runt Ejido la Ventana är en mosaik av jordbruksmark och naturlig växtlighet.